# Same Day, Different Shit
Albums de Kurupt
Against the Grain
(2005) Digital Smoke
(2007)
Same Day, Different Shit est le cinquième album studio de Kurupt (sous le nom de Young Gotti), sorti le 20 juin 2006.
Après l'échec commercial de son album précédent, Against the Grain, Kurupt a quitté Death Row Records pour rejoindre D.P.G. Recordz, le label de Daz Dillinger.
L'album s'est classé 59e au Top R&B/Hip-Hop Albums.

## Liste des titres
| No  | Titre                                          | Contient un (des) sample(s) de | Durée |
| --- | ---------------------------------------------- | ------------------------------ | ----- |
| 1.  | Young Gotti Intro                              |                                | 1:16  |
| 2.  | Scrape Thru tha Hood                           |                                | 4:22  |
| 3.  | Make That Ass Shake                            |                                | 3:19  |
| 4.  | I Get High 2                                   |                                | 4:08  |
| 5.  | As Time Fly By (featuring Daz Dillinger)       |                                | 5:08  |
| 6.  | Gangstaz Part 2 (featuring Daz Dillinger)      |                                | 4:43  |
| 7.  | Ryde & Roll                                    |                                | 3:37  |
| 8.  | What Can I Do (featuring Ashthon Jones)        | Time Will Reveal de DeBarge    | 4:35  |
| 9.  | Yes I'm Quiccer                                |                                | 3:09  |
| 10. | Shoot 'Em Up (Skit)                            |                                | 0:29  |
| 11. | Accessories (Nina Breeda)                      |                                | 4:15  |
| 12. | I Did It                                       |                                | 3:41  |
| 13. | Ain't That Somethin' (featuring Daz Dillinger) |                                | 4:48  |
| 14. | Young Gotti Outro                              |                                | 0:48  |